# Франсеск Ферер
Франсеск Ферер и Гвардија (кат. Francesc Ferrer i Guàrdia) или Франсиско Ферер и Гвардија (шп. Francisco Guardia y Ferrer), рођен 14. јануара 1859—умро 13. октобра 1909) је каталонски педагог и оснивач „Покрета модерних школа“.

## Почеци
Тако је писао Франсиско Ферер у писму упућеном шпанском пријатељу из Барселоне током свог присилног егзила у Паризу, узрокованог репресијом коју је шпанска монархија спроводила над револуционарима, протагонистима грађанских, политичких, антимилитаристичких и антиклерикалних борби.
И управо у Паризу, гдје је упознао бројне анархисте као што су Себастјен Фауре (Sebastien Faure), Жан Граве (Jean Grave), Шарл Малато (Charles Malato), и особе из културних кругова међу којима су били Емил Зола и Анатол Франс, крајем 19. века формира се и усавршава његова слободарска и педагошка теорија. У тим годинама рада, студија и путовања дружи се веома учестало са Полом Робином (Paul Robin), Луиђи Фабријем (Luigi Fabrio) и Елисом Реклусом (Elise Reclus), са којима има могућност да продуби и развије своју едукациону концепцију.
Његова склоност ка васпитању и образовању народних маса које су искључене из знања и науке, долази до изражаја већ у самом почетку његовог социо-политичког ангажмана, што доказује и оснивање путујуће библиотеке са којом он одлази у руралне делове Каталоније како би поспешио ширење сваког знања и тако пробудио свест о неизбежности народне револуције.
Али разлози који су утицали на његово ангажовање на пољу слободарског васпитања су и психолошке природе - створити педагогију која ће бити потпуно различита од оне којој је он био подвргнут као дете, живећи у веома конзервативној породици у Шпанији, снажно обележеној културом Цркве и монархије. Касније ће потврдити ту психолошку реакцију у једном писму: „Све што желим је да чиним управо супротно од онога што сам до сада проживео.“
Захваљујући и донацији госпођице Моније (Meunier) коју је упознао на вечерњем течају шпанског који је Ферер водио у Паризу, и коју је „освојио“ својим слободарским идеалима о педагогији, могао је започети своју јединствену и трагичну авантуру, поставши светски симбол слободарског васпитања.

## Против државе и Цркве
Полазна тачка његове теорије и праксе је снажна критика логике и идеолошке функције постојеће школе. У свом најпознатијем тексту Модерна школа (La Escuela Moderna), Ферер каже следеће: 
Школа је затвор за децу, како физички тако интелектуални и морални, којим се усмерава развој њихових способности у жељеном правцу; одузима им контакт са природом како би их могла обликовати према својим потребама... Данас образовати значи припитомити, извежбати и удомаћити... Постоји само једна јасна идеја и жеља: привикнути децу на послушност, да верују и мисле по друштвеним догмама које одржавају то друштво... Не дозвољава се спонтани развој дететових способности, његово слободно задовољавање физичких, интелектуалних и моралних потреба; битно је само наметнути му да мисли на начин који ће сачувати данашње институције; жели се створити индивида врло добро адаптирана друштвеном механизму... Понављам: школа није ништа друго него оруђе за владање у рукама владаоца. Они нису никада желели уздизање појединца и стога је непотребно очекивати нешто од школе како је данас организована: Наставници су скоро увек само оруђе свесне жеље државе за индоктринацијом и репродукцијом доминантне културе, и обликовања младих умова путем друштвених, културних и религиозних догми које одржавају ово ауторитарно друштво.
Држава и Црква, по Фереру имају као едукативни циљ образовање људи спремних на служење и покоравање, путем лажног знања и религије. Да би поткрепио своје критике пише:
Узмимо у обзир оно што се данас ради: изван потреба детета елаборира се програм знања који се сматра потребним за његову општу културу, и оно се тера, не штедећи средства, да то знање прихвати... И каквим све средствима морају прибегавати професори да то постигну! Свим средствима, чак и непримерним, покушавају привући пажњу детета, његову активост и жељу, а они који су најингениознији у томе сматрају се најбољим васпитачима.

## Принципи модерне школе
Традиционалној школи и васпитању Ферер супротставља следеће алтернативне принципе:
- васпитање деце на рационалним основама и научним принципима, одбацујући сваку мистичну и натприродну димензију;
- целовито школовање и одбацивање васпитања и наставе заснованих једино на интелекту;
- складан однос метода, програма и и психологије дјетета;
- важност практичног васпитања базираног на „природном“ правилу солидарности.

Ферер ће увек много инсистирати на концепту „рационалног“ и „научног“ васпитања. Концепт „рационалног“ дефинише у супротности са религиозним и догматским васпитањем, а „научно“ се објашњава као позитивистичка вредност свих научних открића, примењивих на свим пољима људског живота, а надасве на пољу школовања и васпитања. Његове су идеје снажно обележене овим концептима, понекада чак и на штету слободарског аспекта васпитања. Модерна школа ће бити по неким аспектима веома различита од Толстојеве школе „Јасна пољана“, мада су обе уврштене у највећа слободарска остварења.
Његова концепција целовитог школовања различита је од школе Пола Робина, што је нарочито видљиво упоређујући праксу „Семпиуса“ и „Модерне школе“. Ферер подржава вредност практичног васпитања, који се надовезује на откривање научних принципа својствених позитивизму. Из уједињене теорије и праксе рађа се револуционарна димензија одбацивања хијерахијске поделе рада. Ферер тврди да ако се дете одгаја за употребу разума оно ће то аутоматски чинити на сваком пољу и у свакој друштвеној активности: рационализам је стога, по тој логици, сам по себи слободарски. Код Пола Робина су присутни и ови аспекти, али нагласак је стављен, по традицији прудоновске теорије, на професионално формирање из којег ће настати радници свесни својих способности. На Ферера је Пол Робин значајно утицао и мада није никада посетио Семпиус одржавао је са њим редовно дописивање, а у планирању своје каталонске школе надовезује се на искуство француског сиротишта.

## Девојчице и дечаци заједно
Када се 1901. Ферер вратио у Шпанију, након 16 година егзила, ситуација у тој земљи била је врло тешка и проблематична. Две трећине популације било је неписмено, само је једна трећина градова имала школу и то веома конзервативну, под чврстом контролом Цркве и државне бирократије.
Дана 8. септембра 1901. отвара се прва Модерна школа са 30 ученика (12 девојчица и 18 дечака). Одмах је практикована заједничка настава полова, што се није никада десило у шпанској школи. 1905. у општини Барселоне има већ 147 подружница, а 1908. у Барселони постоји 10 модерних школа са 1000 ученика. У тим годинама отварају се такве школе широм Шпаније: Мадрид, Севиља, Малага, Гранада, Кадиз, Кордоба, Палма де Малорка, Валенсија.
Школа се заснивала на рационалном и научном школовању (Фереровски позитивизам), васпитању као битном елементу народне револуције (утицаји Кропоткина и Бакуњина), апсолутном одбацивању религиозне наставе и неприхватању чак ни неког облика неутралности наспрам религије (разликујући се по томе од Робина) - нека врста милитантног атеизма, заснованог на тоталном обацивању уплитања цркве у васпитање и школовање, и на вредности заједничког васпитања различитих полова и класа.
Школа добија и библиотеку: аутономна издавачка кућа штампа одговарајуће уџбенике, ширећи слободарске, антиклерикалне и антимилитаристичке идеје. Излази и билтен школе (шп. Boletín de la Escuela Moderna) чији је уредник Анселмо Лоренсо. Између октобра 1901. и маја 1909. објављена су 62 броја.
Ферерова едукација јасно показује да је васпитање револуционарни елемент и полази од чињенице да је незнање основни узрок разлика између класа, те доприноси одржавању тих разлика. Модерна школа има зато ослободилачки задатак према пролетаријату и читавом народу. И управо позитивна наука доприноси револуционарности васпитања, јер ослобађа ум од сваке догме. Очигледно је привилеговање слободарских елемената у дефинисању његове педагогије: поља знања су претходници еманципације, знање треба ширити и из њега створити методологију слободе и аутономије.
У његовим се ставовима примјећује и нека врста идеализовања науке, што је одраз епохе у којој је живео и стварао. У једном писму написаном нешто пре отварања прве школе можемо наћи сажетак идеја које су инспирисале Фереров даљи рад: 
По мојим плановима радиће се о основној школи... Биће мешовита, мушка и женска, као Семпиус. А таква и треба да буде школа будућности. Дању ће користити деци, а навече ће бити отворена одраслима... Одржаваће се трибине, биће и просторија за синдикате, радничка удружења и за оне који пружају отпор, а не занимају их избори, ни достизање виших позиција у класи, већ потпуна еманципација.

## Мозак као оруђе
Ферер је био уверен да ће деца која одрасту у окружењу слободарског васпитања постати независне и аутономне особе, способне за стварање слободарског друштва. Суштина је у томе да треба ослободити појединца а не класу.
Школовање које је предложио Ферер не признаје ни догме ни устаљене традиције јер су то:
... облици који заробљавају менталну виталност у границе наметнуте према потребама прелазних фаза у друштвеној еволуцији. Ми прихватамо само решења доказана чињеницама, теорије засноване на разуму и истине потврђене сигурним доказима. Сврха нашег школовања је да мозак појединца постане оруђе његове воље.
Ферер јасно даје до знања да преферира слободну спонтаност детета, које не зна ништа од интелектуалне деформације детета које је претрпјело васпитање епохе. Он поставља акценат на концепт целовите (интегралне) едукације која развија различите способности, а не само оне које припремају дете да постане независан и аутономан радник. Битнија је психолошка димензија развоја личности од теоретске и практичне обуке којој је сврха професионално обликовање.
У Модерној школи нема радионица, нема праксе, али битан је однос теорије и праксе, у смислу да се до теорије треба доћи путем практичног експериментисања. У основи су рационализам слободне мисли и позитивна наука (под утицајем еволуционистичких теорија Херберта Спенсера, Елиса Реклуса и Ернста Хакела), који трансформишу васпитање у потпуно револуционарни чин.

## Кључна реч: слобода
Наставник, по Фереру, не би требало толико да заснива своја предавања на „истини других“ већ да омогући ученику да „открије истину која је и његова истина, путем методе коју ће он сам помало усавршити“. Стога је кључна реч - слобода.
Слобода за ученика да се покаже онакав какав јесте и да напредује према знању по сопственим правилима и могућностима, а не под ауторитетом који гуши слободу, који је наметнут и предодређен у име савршенства и апсолутности. И слобода за наставника да се користи свим потребним средствима како би развио и заинтересовао ученика“. Затим каже: „Зашто не бисмо дозволили професорима иницијативу да чине оно што им се чини одговарајућим, пошто познају своје ученике боље од господина министра или неког бирократе који је позван да регулише школство према својим жељама, а и својих наследника? Једнаке порције за све трбухе, једнаке порције за свачије памћење, једнаке порције за свачију памет - исто учење, исти послови.
Како би остварили независност од државе модерна школа се плаћала, али свако је доприносио према својим могућностима. Нису постојале ни награде ни казне, ни било какав облик вредновања, само једноставан запис о напретку којег су постизали ученици.

## Последње године
Године 1906, када се покрет модерних школа развио у читавој Шпанији, Ферер је оптужен да је помагач атентата на краља Алфонса XIII, који је починио слободар Матео Морал, некада преводилац у модерној школи. Школа је затворена, а Ферер ухапшен. Суђено му је након 13 месеци затвора, али добио је помиловање захваљујући међународној мобилизацији која се развила у његову корист. Поновно одлази у Француску где се његова ангажованост за слободарско васпитање испољава у оснивању часописа „L'Ecole Renov'e“, најпре у Бриселу, а затим у Паризу. Он каже: 
Циљ овог часописа је елаборација плана за рационалну едукацију, примерену запажањима данашње науке.
Римокатоличка црква, која је имала монопол над образовањем у Шпанији, је агитовала против њега.
У једном циркуларном писму из априла 1908. адресираном бројним револуционарима-слободарима и особама са поља културе Ферер најављује да се ствара „Међународна лига за рационално одгајање детета“, чији су најављени принципи:
- Васпитање детета треба да се заснива на научној и рационалној бази;
- Школовање је само један део одгајања;
- Морално васпитање се мора заснивати на природном правилу солидарности и конкретаним примерима;
- Да су програми и методе наставе примерени што је више могуће психологији детета.

Ферер се враћа у Шпанију у јулу 1909. током догађаја „трагичне седмице“ (кат. Setmana Tràgica), из породичних разлога. Власти су га ухватиле 31. септембра 1909. после пет недеља скривања у пећинама на својој фарми, и затвориле у тврђаву Монтјуиц у Барселони, под оптужбом да је један од изазивача побуне. Прелати Барселоне послали су писмо Маури отворено захтевајући одлучну акцију против Ферера и Модерне школе. Маура је јавно одговорио да ће влада „деловати у духу вашег писма и пратити линију владања коју ви индицирате“. Уследило је убрзано суђење у коме је Ферер оптужен за подстицање на заверу (током „Трагичне Недеље“ у јулу у Барселони). Ферер није имао ништа са устанком, за време којег се чак није ни налазио у Барселони, али створени су лажни докази и изнуђена сведочења. Влада је такође веровала да је Ферер подрстркивао атентат на краља 1906. и желела је освету. Војни суд га без икаквих доказа осуђује на смрт, без обзира на огромне протесте широм света. Дана 13. октобра 1909. Франсиско Ферер је стрељан у тврђави у Барселони.
Пошто је Ферер био познат и ван Шпаније, његово смакнуће изазвало талас негодовања широм Северне Америке и западне Европе. У Великој Британији, Џорџ Бернард Шо, Херберт Џорџ Велс и Артур Конан Дојл протестовали су са Петром Кропоткином и другим анархистима. У Француској демонстрирало је и борило се против полиције, преко 500.000 људи. У Аргентини, демонстрације се се претвориле у четвородневни генерални штрајк. Ови догађаји доводе до пада Мауриног министарства, који је, и поред већине у Кортесу, смењен због управљања „Трагичном седмицом“. Ферерово смакнуће је продубило поделу у земљи и окренуло свет против Шпаније, а Ферер је постао мученик слободне мисли. Модерне школе, по угледу на његову у Барселони, наставиле су да ничу широм света још дуго времена након његове смрти.